# Broken Hearts of Hollywood
Pour plus de détails, voir Fiche technique et Distribution.
Broken Hearts of Hollywood est un film américain réalisé par Lloyd Bacon et sorti en 1926.

## Synopsis
Virginia Perry (Louise Dresser), une ancienne star de cinéma, quitte sa famille et retourne à Hollywood, mais le temps a fait son œuvre et elle n'obtient que de petits rôles. Pendant ce temps, sa fille, Betty Ann (Patsy Ruth Miller), remporte un concours de beauté, et part elle aussi pour Hollywood où elle fait la connaissance de Marshall, un escroc peu scrupuleux.

## Fiche technique
- Titre original : Broken Hearts of Hollywood
- Réalisation : Lloyd Bacon
- Scénario : Raymond L. Schrock et Edward Clark
- Photographie : Virgil Miller
- Montage : Clarence Kolster
- Société de production : Warner Bros.
- Société de distribution : Warner Bros.
- Pays de production :  États-Unis
- Langue originale : anglais
- Format : noir et blanc —  35 mm — 1.33:1 — muet
- Genre : Comédie dramatique
- Durée : 80 minutes
- Dates de sortie :
  - États-Unis : 14 août 1926

## Distribution

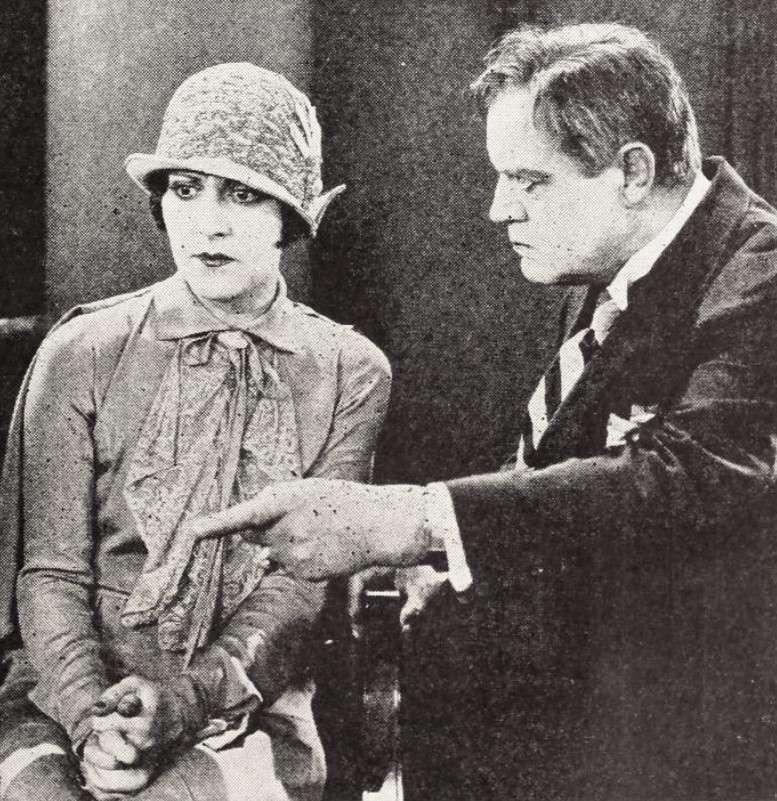
Patsy Ruth Miller dans une scène du film.

- Patsy Ruth Miller : Betty Anne Bolton
- Louise Dresser : Virginia Perry
- Douglas Fairbanks Jr. : Hal Terwilliger
- Jerry Miley : Marshall
- Stuart Holmes : McLain
- Barbara Worth : Molly
- Dick Sutherland : Shérif
- Émile Chautard : le directeur
- Anders Randolf : le procureur du district
- George Nichols : le chef des détectives
- Sam De Grasse : l'avocat de la défense